# João, Conde de Montizón
João Carlos Isadoro (em castelhano: Juan Carlos María Isidro de Borbón y Braganza; Aranjuez, 15 de maio de 1822 — Brighton, 18 de novembro de 1887) Infante de Espanha e Conde de Montizón, foi um pretendente carlista ao trono espanhol (1861-1868), e legitimista ao trono francês (1883-1887), sob o nome de Juan III e Jean III respectivamente.

## Biografia
Era filho do Infante Carlos da Espanha, Conde de Molina e da infanta Maria Francisca de Portugal, portanto neto de Carlos IV de Espanha e de João VI de Portugal. Em 1833 mudou-se com o seu pai para Portugal e, em 1834, com a vitória liberal em Portugal, para Inglaterra.[carece de fontes?]
Em 1847, casou-se com a arquiduquesa Maria Beatriz de Áustria-Este, filha de Francisco IV de Módena, com quem teve dois filhos:
- Carlos de Bourbon (1848-1909), duque de Madrid;
- Afonso de Bourbon (1849-1936), duque de San Jaime.

Durante sua estada em Londres, D. João manteve um relacionamento com uma das cortesãs da comitiva, com a qual ele tem dois filhos, João (1857-1902) e Tomás José (1859-1916), que foram enviados para Portugal em 1861.[carece de fontes?]
D. João e D. Beatriz viveram em Modena até à revolução de 1848 quando, após uma breve passagem pela Áustria, se fixaram em Londres. João tinha tendências liberais contrariando os ideais familiares e os da sua própria mulher, de quem acabou por se separar. 
Após a morte do seu irmão mais velho, Carlos Luis de Bourbon, assumiu a liderança dos Carlistas em  1861 e a pretensão ao trono espanhol, mas em 1862 diante da intransigências dos Carlistas com sua ideologia liberal, renunciou sua pretensão em favor de seu filho Carlos que passou a se intitular Carlos VII.

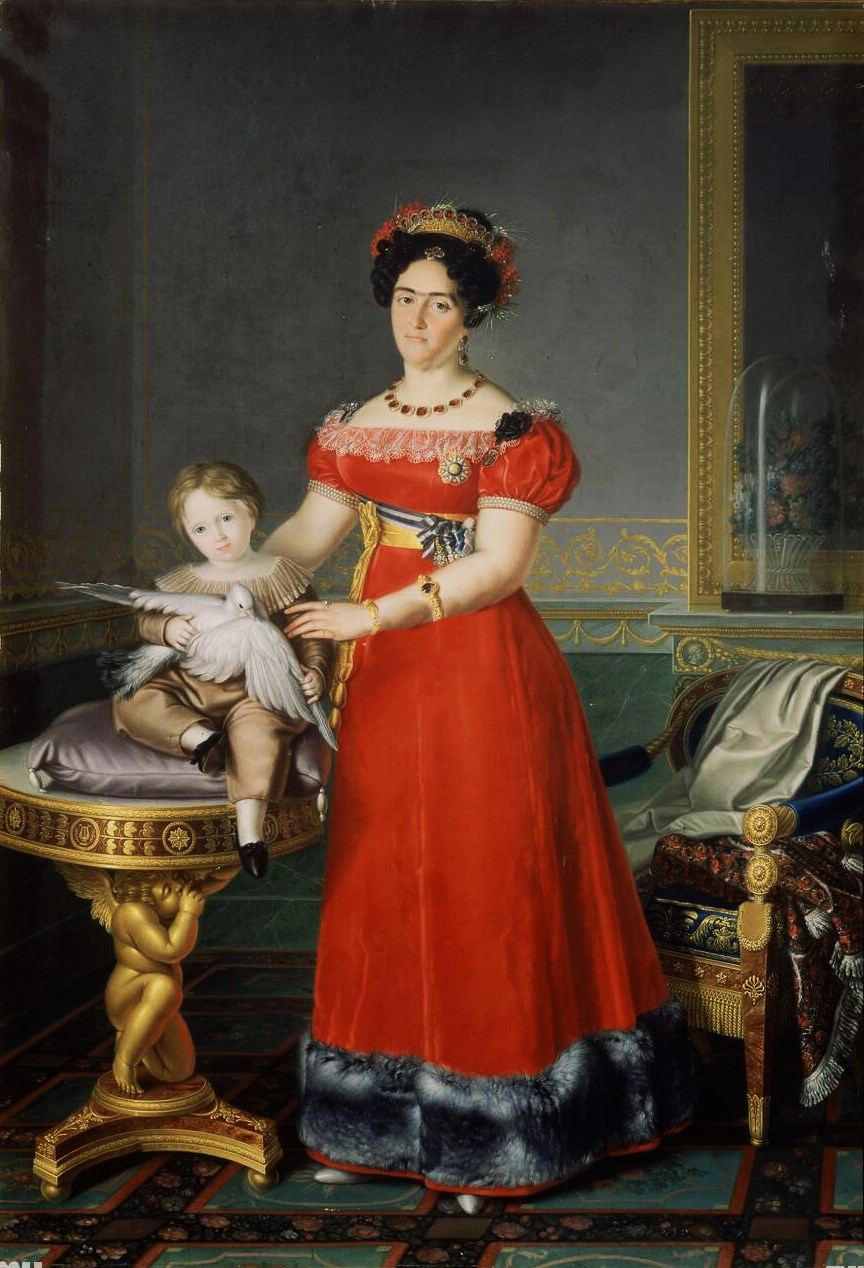
Maria Francisca de Bragança com seu fiho João Carlos de Bourbon

Em 24 de Agosto de 1883, com a morte de Henrique, Conde de Chambord (neto do rei Carlos X de França), pretendente legitimista ao trono de França, foi proclamado seu herdeiro, tornou-se chefe da Casa de Bourbon, convertendo-se em pretendente ao trono de França, embora não de forma ativa. João descendia de Filipe V de Espanha (que pelo Tratado de Utrecht  renunciou por si e por seus descendentes ao trono francês), através de linhagem masculina, tendo por isso preferencia ante os descendentes de Isabel II de Espanha, já que o trono francês operava sob Lei Sálica. Os legitimistas da França consideram que o Tratado de Utrecht só faça referencia à união das coroas francesa e espanhola, e à renúncia de Felipe V, e não seus descendentes, ao trono da França.
Morreu em Brighton (Inglaterra), a 21 de Novembro de 1887. Está sepultado na Catedral de Trieste, tal como os pais, os irmãos e o filho.